# Zephyranthes bifolia
Zephyranthes bifolia är en amaryllisväxtart som först beskrevs av Jean Baptiste Christophe Fusée Aublet, och fick sitt nu gällande namn av Max Joseph Roemer. Zephyranthes bifolia ingår i släktet Zephyranthes och familjen amaryllisväxter. Inga underarter finns listade i Catalogue of Life.